# DecoLa Hopping
DecoLa Hopping (デコラホッピング?), es una banda Visual kei originarios de Nagoya, Japón.

## Biografía
DecoLa Hopping es una banda que tuvo su inicio en 2006, pero como banda cover. No fue si no hasta el 2009 que empezaron con trabajo musical propio, que crearon más fama luego de su primer OneMan live, el cual fue gratis. Lanzando posteriormente su primer Demo-Single titulado «Papillon». La banda está liderada por una mujer, y tiene una temática muy particular, siempre está inspirada en cuentos: de hadas y en la actualidad de piratas, haciendo también una mezcla del lado dulce y agresivo de la escena visual. -de 2009- Se encuentran bajo el sello discográfico Double River Record

## Estilo Musical
Musicalmente DecoLa Hopping sería una banda de Pop Rock, pero cabe recalcar que tiene un toque de Metal, como se mencionó antes, haciendo una mezcla de dulzura, representada por la vocalista, y otro más agresivo, se podría decir que representado en los demás integrantes (que son hombres). Su sonido está centrado en las guitarras y teclados que ayudan a definir su estilo único.

## Sencillos
- Papillon
- Kimagure ?! Fearism
- Torayamuru
- Poison Dance
- Sweets Paradise!
- Wanted!
- Toward The Shine
- Sweets Paradise! (New Ver. Remix)
- Wonder Adventure
- Pirates of "decopin"
- パピヨン(new ver)
- poison dance(pirate’s ver)
- 小さな恋の物語。
- 『トラヤムール』(new ver)
- WANTED！(remix ver)

## Promotional Videos
- Kimagure ?! Fearism
- Torayamuru
- Wanted!
- Toward The Shine